# 刘元 (平干王)
劉元（？—前56年），西汉皇族，平干繆王。他的祖父是汉景帝的第八子赵敬肃王刘彭祖。
元鳳元年（前80年），继承父亲平干頃王劉偃为平干王。五鳳二年（前56年），因为謁者被殺害而連坐，死后因逼迫奴婢16人殉葬，封国廢除。
子刘林。